# Assistenzeinsatz
Als Assistenzeinsatz (Militärjargon: AssE) wird in Österreich eine Hilfeleistung des Bundesheeres für alle Behörden und Organe des Bundes, der Länder und Gemeinden innerhalb ihres jeweiligen Wirkungsbereiches genannt.
Beispielsweise kann das Innenministerium diese Hilfestellung anfordern, sofern es den Schutz der verfassungsmäßigen Einrichtungen und ihrer Handlungsfähigkeit und der demokratischen Freiheiten der Einwohner sowie die Aufrechterhaltung der Ordnung und Sicherheit im Inneren überhaupt nur unter Mitwirkung des Bundesheeres erfüllen kann. So bewachten in den Jahren 2016 und 2017 Soldatinnen und Soldaten in Zusammenarbeit mit dem Innenministerium schutzwürdige Objekte. Ab dem Jahr 2020 begann der sicherheitspolizeiliche Assistenzeinsatz im Zuge der Pandemiebekämpfung zur Bewachung von Botschaften und anderer schützenswerter Objekte in Wien. Die Dauer dieser Assistenzleistung wurde bis 31. März 2024 beschlossen.
Ist jedoch für einen solchen Assistenzeinsatz eine Heranziehung von mehr als hundert Soldaten erforderlich, so obliegt die Genehmigung der Bundesregierung.
Als Beispiel dafür ist der frühere Assistenzeinsatz zur Grenzüberwachung anzusehen. Seit 16. September 2015 gibt es einen Assistenzeinsatz an der österreichischen Staatsgrenze im Rahmen der Flüchtlingskrise in Europa ab 2015.
Am 18. September 2023 wurde aufgrund der Eskalation in Israel und des Terroranschlags in Brüssel durch die Bundesregierung beschlossen, für Raum- und Objektschutzmaßnahmen, überwiegend zum Schutz jüdischer Einrichtungen, bis zu 190 Soldatinnen und Soldaten heranzuziehen. Dieser Assistenzeinsatz ist bis Ende November 2023 befristet.
Ausgenommen von dieser Regierungsgenehmigung ist nur die Heranziehung zu einem Assistenzeinsatz zur Abwehr eines offenkundigen, nicht wiedergutzumachenden, unmittelbar drohenden Schadens für die Allgemeinheit. In diesen Fällen kann der Innenminister in Einvernehmen mit dem Verteidigungsminister den Assistenzeinsatz genehmigen. Allerdings hat der Innenminister die Bundesregierung unverzüglich über einen solchen Einsatz Bericht zu erstatten.
Als Assistenzeinsatz gilt es auch, wenn z. B. ein Landes-, Bezirkshauptmann oder Bürgermeister die Hilfeleistung bei Elementarereignissen und Unglücksfällen außergewöhnlichen Umfanges anfordert, da mit eigenen Kräften nicht das Auslangen gefunden werden kann.